# Mistrovství Československa v orientačním běhu 1989
Mistrovství Československé socialistické republiky v orientačním běhu proběhlo v roce 1989 ve dvou individuálních disciplínách a jedné týmové.

## Mistrovství ČSSR jednotlivců (klasická trať)
| Datum závodu   | 16. 9. 1989 |  | Místo konání    | Rusava – Ráztoka • aréna |  | Pořadatel       | SKOB Zlín    |
| Ředitel závodu | Bohumil Háj |  | Hlavní rozhodčí | Lubomír Nečas            |  | Stavitelé tratí | Rudolf Nečas |
| Název mapy     | Ráztoka     |  | Web závodu      |                          |  | Výsledky závodu |              |

Z protokolu závodu - Závady při prezentaci: Pořadatelé zjistili drobné nedostatky v průkazech ČSTV (chybějící podpisy, neorazítkované fotografie atd.). Závodník Rudolf Ropek, VBM, nepředložil průkaz ČSTV a nebyl připuštěn k závodu. Závodníci nevyužívali slev v hromadné přepravě. (Pozn.: O startu závodníků rozhodoval delegovaný rozhodčí, ne pořadatel. Cestovné se proplácelo.). 
| Zkrácené výsledky             | Zkrácené výsledky                         | Zkrácené výsledky                         | Zkrácené výsledky                         | Zkrácené výsledky                         | Zkrácené výsledky | Zkrácené výsledky                         | Zkrácené výsledky                         | Zkrácené výsledky                         | Zkrácené výsledky                         |
| Pořadí                        | H21 – muži (40 startujících)              | H21 – muži (40 startujících)              | H21 – muži (40 startujících)              | H21 – muži (40 startujících)              | Pořadí            | D21 – ženy (18 startujících)              | D21 – ženy (18 startujících)              | D21 – ženy (18 startujících)              | D21 – ženy (18 startujících)              |
| ----------------------------- | ----------------------------------------- | ----------------------------------------- | ----------------------------------------- | ----------------------------------------- | ----------------- | ----------------------------------------- | ----------------------------------------- | ----------------------------------------- | ----------------------------------------- |
| Zlatá medaile                 | Zdeněk Zuzánek                            | USK Praha                                 | 1:36:32                                   |                                           | Zlatá medaile     | Jana Galíková                             | VŠZ Brno                                  | 1:14:32                                   |                                           |
| Stříbrná medaile              | Aleš Macháček                             | Tempo Praha                               | 1:38:26                                   | +1:54                                     | Stříbrná medaile  | Ada Kuchařová                             | KOS TJ Tesla Brno                         | 1:19:05                                   | +4:33                                     |
| Bronzová medaile              | Petr Vavrys                               | Vojenský útvar Jičín                      | 1:38:48                                   | +2:16                                     | Bronzová medaile  | Dagmar Coufalíková                        | VŠZ Brno                                  | 1:26:04                                   | +11:32                                    |
| 4                             | Jozef Pollák                              | Akademik TU Košice                        | 1:39:02                                   | +2:30                                     | 4                 | Dana Tišerová                             | TJ Jičín                                  | 1:26:36                                   | +12:04                                    |
| 5                             | Jaroslav Hubáček                          | OOB TJ Slovan Luhačovice                  | 1:39:08                                   | +2:36                                     | 5                 | Heda Kusynová                             | Rudá hvězda Hradec Králové                | 1:29:30                                   | +14:58                                    |
| 6                             | Jaromír Tišer                             | TJ Jičín                                  | 1:40:20                                   | +3:48                                     | 6                 | Marcela Klapalová                         | VŠTJ Ekonom Praha                         | 1:33:22                                   | +18:50                                    |
| 7                             | Martin Škvor                              | USK Praha                                 | 1:41:36                                   | +5:04                                     | 7                 | Hana Třísková                             | VŠZ Brno                                  | 1:34:48                                   | +20:16                                    |
| 8                             | Petr Kozák                                | USK Praha                                 | 1:41:52                                   | +5:20                                     | 8                 | Jana Smutná                               | OOB Vamberk                               | 1:35:57                                   | +21:25                                    |
| 9                             | Martin Tichovský                          | VSK ČVUT Fakulta Stavební Praha           | 1:41:58                                   | +5:26                                     | 9                 | Helena Matoušová                          | TJ Jičín                                  | 1:38:38                                   | +24:06                                    |
| 10                            | Jiří Hlaváč                               | VŠZ Brno                                  | 1:43:12                                   | +6:40                                     | 10                | Diana Cieslarová                          | TJ Slávia Farmaceut Bratislava            | 1:42:29                                   | +27:57                                    |
| Pořadí                        | H19 – junioři (15 startujících)           | H19 – junioři (15 startujících)           | H19 – junioři (15 startujících)           | H19 – junioři (15 startujících)           | Pořadí            | D19 – juniorky (13 startujících)          | D19 – juniorky (13 startujících)          | D19 – juniorky (13 startujících)          | D19 – juniorky (13 startujících)          |
| Zlatá medaile                 | Martin Sadílek                            | VSK VŠB TU Ostrava                        | 1:19:43                                   |                                           | Zlatá medaile     | Mária Honzová                             | TJ TŽ Třinec                              | 1:28:03                                   |                                           |
| Stříbrná medaile              | Vladimír Dermek                           | TJ Slávia Banská Bystrica                 | 1:20:21                                   | +0:38                                     | Stříbrná medaile  | Marcela Kubatková                         | TJ TŽ Třinec                              | 1:28:48                                   | +0:45                                     |
| Bronzová medaile              | Jaroslav Rygl                             | VŠZ Brno                                  | 1:23:01                                   | +3:18                                     | Bronzová medaile  | Šárka Burýšková                           | USK Praha                                 | 1:35:59                                   | +7:56                                     |
| Pořadí                        | H17 – starší dorostenci (19 startujících) | H17 – starší dorostenci (19 startujících) | H17 – starší dorostenci (19 startujících) | H17 – starší dorostenci (19 startujících) | Pořadí            | D17 – starší dorostenky (15 startujících) | D17 – starší dorostenky (15 startujících) | D17 – starší dorostenky (15 startujících) | D17 – starší dorostenky (15 startujících) |
| Zlatá medaile                 | Leoš Janeček                              | OOB TJ Tatran Jablonec n. N.              | 1:02:35                                   |                                           | Zlatá medaile     | Erika Pařízková                           | SK GORDIC Praha Kačerov                   | 52:50                                     |                                           |
| Stříbrná medaile              | Pavel Košárek                             | OOB TJ Slezan Opava                       | 1:04:08                                   | +1:33                                     | Stříbrná medaile  | Olga Jirsová                              | SOOB Spartak Rychnov n.Kn.                | 53:57                                     | +1:07                                     |
| Bronzová medaile              | Tomáš Doležal                             | Tempo Praha                               | 1:04:18                                   | +1:43                                     | Bronzová medaile  | Iveta Rychtárová                          | TJ Baník Ostrava OKD                      | 56:36                                     | +3:46                                     |
| Pořadí                        | H15 – mladší dorostenci (20 startujících) | H15 – mladší dorostenci (20 startujících) | H15 – mladší dorostenci (20 startujících) | H15 – mladší dorostenci (20 startujících) | Pořadí            | D15 – mladší dorostenky (15 startujících) | D15 – mladší dorostenky (15 startujících) | D15 – mladší dorostenky (15 startujících) | D15 – mladší dorostenky (15 startujících) |
| Zlatá medaile                 | Jan Vřešťál                               | KOS TJ Tesla Brno                         | 45:51                                     |                                           | Zlatá medaile     | Martina Horáčková                         | Slavia Liberec orienteering               | 38:59                                     |                                           |
| Stříbrná medaile              | Aleš Fikker                               | TJ Jičín                                  | 47:35                                     | +1:44                                     | Stříbrná medaile  | Hana Doleželová                           | TJ TŽ Třinec                              | 40:50                                     | +1:51                                     |
| Bronzová medaile              | Jan Kučera                                | Tempo Praha                               | 48:11                                     | +2:20                                     | Bronzová medaile  | Veronika Holcmanová                       | OK Slavia Hradec Králové                  | 42:28                                     | +3:29                                     |
| << předchozí • následující >> |                                           |                                           |                                           |                                           |                   |                                           |                                           |                                           |                                           |

Souhrnné informace naleznete v článku Mistrovství Československa v orientačním běhu na klasické trati.

## Mistrovství ČSSR štafet
| Datum závodu   | 17. 9. 1989 |  | Místo konání    | Rusava – Ráztoka • aréna |  | Pořadatel       | SKOB Zlín    |
| Ředitel závodu | Bohumil Háj |  | Hlavní rozhodčí | Lubomír Nečas            |  | Stavitelé tratí | Jiří Šumbera |
| Název mapy     | Ráztoka     |  | Web závodu      |                          |  | Výsledky závodu |              |

| Zkrácené výsledky             | Zkrácené výsledky                                                  | Zkrácené výsledky            | Zkrácené výsledky            | Zkrácené výsledky | Zkrácené výsledky                                                          | Zkrácené výsledky            | Zkrácené výsledky            | Zkrácené výsledky | Zkrácené výsledky |
| Pořadí                        | H21 – muži (16 štafet)                                             | H21 – muži (16 štafet)       | H21 – muži (16 štafet)       | Pořadí            | D21 – ženy (10 štafet)                                                     | D21 – ženy (10 štafet)       | D21 – ženy (10 štafet)       |                   |                   |
| ----------------------------- | ------------------------------------------------------------------ | ---------------------------- | ---------------------------- | ----------------- | -------------------------------------------------------------------------- | ---------------------------- | ---------------------------- | ----------------- | ----------------- |
| Zlatá medaile                 | USK Praha Tomáš Prokeš Petr Kozák Zdeněk Zuzánek                   | 3:06:35                      |                              | Zlatá medaile     | VŠZ Brno Dagmar Hubáčková Petra Novotná Jana Galíková                      | 2:32:09                      |                              |                   |                   |
| Stříbrná medaile              | OOB TJ Slovan Luhačovice Jiří Daněk Josef Hubáček Jaroslav Hubáček | 3:08:19                      | +1:44                        | Stříbrná medaile  | USK Praha Magda Horová Šárka Burýšková Dagmar Abelová                      | 2:45:28                      | +13:19                       |                   |                   |
| Bronzová medaile              | VŠZ Brno Pavel Brlica Jiří Hlaváč Milan Novotný                    | 3:12:28                      | +5:53                        | Bronzová medaile  | TJ TŽ Třinec Anna Gavendová Marcela Kubatková Mária Honzová                | 2:45:55                      | +13:46                       |                   |                   |
| 4                             | Akademik TU Košice Marek Nosko Peter Barcík Jozef Pollák           | 3:14:46                      | +8:11                        | 4                 | OOB Vamberk Jana Veverková Jana Klapalová Jana Smutná                      | 3:00:02                      | +27:53                       |                   |                   |
| 5                             | USK Praha Martin Škvor Jan Gajda Václav Řápek                      | 3:18:19                      | +11:44                       | 5                 | VŠTJ Ekonom Praha Miroslava Šedivá Ivana Reidingerová Marcela Klapalová    | 3:04:22                      | +32:13                       |                   |                   |
| Pořadí                        | H17 – dorostenci (14 štafet)                                       | H17 – dorostenci (14 štafet) | H17 – dorostenci (14 štafet) | Pořadí            | D17 – dorostenky (10 štafet)                                               | D17 – dorostenky (10 štafet) | D17 – dorostenky (10 štafet) |                   |                   |
| Zlatá medaile                 | TJ Gottwaldov Tomáš Zrník Pavel Horák Pavel Žemlík                 | 2:34:17                      |                              | Zlatá medaile     | Slavia Liberec orienteering Anna Podrábská Martina Horáčková Marie Dvorská | 2:13:50                      |                              |                   |                   |
| Stříbrná medaile              | Loko Kysak Igor Porubčan Ivan Seliga Milan Dudra                   | 2:34:20                      | +0:03                        | Stříbrná medaile  | OOS TJ Spartak Vrchlabí Hana Knoblochová Helena Novotná Patricie Vaníčková | 2:17:20                      | +3:30                        |                   |                   |
| Bronzová medaile              | KOS TJ Tesla Brno Pavel Milán Petr Strejček Jan Vřešťál            | 2:34:21                      | +0:04                        | Bronzová medaile  | KOS TJ Tesla Brno Lenka Nevřivová Veronika Slámová Pavla Bočková           | 2:20:51                      | +7:01                        |                   |                   |
| << předchozí • následující >> |                                                                    |                              |                              |                   |                                                                            |                              |                              |                   |                   |

Souhrnné informace naleznete v článku Mistrovství Československa v orientačním běhu štafet.

## Mistrovství ČSSR na dlouhé trati
Původní termín 29. 4. byl přeložen na 23. 9. z důvodu souvislé sněhové pokrývky v prostoru závodu.
Z protokolu závodu - Hodnocení závodu: Při prezentaci nepředložil členský průkaz ČSTV závodník Pavel Dlabola a nebyl připuštěn ke startu.
| Datum závodu   | 23. 9. 1989 |  | Místo konání    | Svratouch • aréna |  | Pořadatel       | OK Slavia Hradec Králové     |
| Ředitel závodu | Aleš Filip  |  | Hlavní rozhodčí | Jan Mikulecký     |  | Stavitelé tratí | Petr Mádle, Nataša Mikulecká |
| Název mapy     | Rovina      |  | Web závodu      |                   |  | Výsledky závodu |                              |

| Zkrácené výsledky             | Zkrácené výsledky                         | Zkrácené výsledky                         | Zkrácené výsledky                         | Zkrácené výsledky                         | Zkrácené výsledky | Zkrácené výsledky                         | Zkrácené výsledky                         | Zkrácené výsledky                         | Zkrácené výsledky                         |
| Pořadí                        | H21 – muži (34 startujících)              | H21 – muži (34 startujících)              | H21 – muži (34 startujících)              | H21 – muži (34 startujících)              | Pořadí            | D21 – ženy (15 startujících)              | D21 – ženy (15 startujících)              | D21 – ženy (15 startujících)              | D21 – ženy (15 startujících)              |
| ----------------------------- | ----------------------------------------- | ----------------------------------------- | ----------------------------------------- | ----------------------------------------- | ----------------- | ----------------------------------------- | ----------------------------------------- | ----------------------------------------- | ----------------------------------------- |
| Zlatá medaile                 | Jozef Pollák                              | Akademik TU Košice                        | 2:24:26                                   |                                           | Zlatá medaile     | Petra Wágnerová                           | VŠZ Brno                                  | 2:00:33                                   |                                           |
| Stříbrná medaile              | Josef Hubáček                             | OOB TJ Slovan Luhačovice                  | 2:26:08                                   | +1:42                                     | Stříbrná medaile  | Jana Galíková                             | VŠZ Brno                                  | 2:01:32                                   | +0:59                                     |
| Bronzová medaile              | Vlastimil Uchytil                         | VSK VŠB TU Ostrava                        | 2:27:05                                   | +2:39                                     | Bronzová medaile  | Dana Tišerová                             | TJ Jičín                                  | 2:17:37                                   | +17:04                                    |
| 4                             | Petr Vavrys                               | Vojenský útvar Jičín                      | 2:28:31                                   | +4:05                                     | 4                 | Hana Třísková                             | VŠZ Brno                                  | 2:24:55                                   | +24:22                                    |
| 5                             | Jaromír Tišer                             | TJ Jičín                                  | 2:30:52                                   | +6:26                                     | 5                 | Kamila Skoupá                             | SK SKI-OB Šternberk                       | 2:26:55                                   | +26:22                                    |
| 6                             | Zdeněk Zuzánek                            | USK Praha                                 | 2:34:05                                   | +9:39                                     | 6                 | Heda Kusynová                             | Rudá hvězda Hradec Králové                | 2:33:02                                   | +32:29                                    |
| 7                             | Jiří Hlaváč                               | VŠZ Brno                                  | 2:34:14                                   | +9:48                                     | 7                 | Magda Horová                              | USK Praha                                 | 2:35:51                                   | +35:18                                    |
| 8                             | Martin Tichovský                          | VSK ČVUT Fakulta Stavební Praha           | 2:37:14                                   | +12:48                                    | 8                 | Hana Štambergová                          | Tempo Praha                               | 2:37:25                                   | +36:52                                    |
| 9                             | Jaromír Šrámek                            | Lokomotiva Šumperk                        | 2:37:27                                   | +13:01                                    | 9                 | Viola Juhášová                            | TJ Tatran Zázrivá                         | 2:42:59                                   | +42:26                                    |
| 10                            | Milan Novotný                             | VŠZ Brno                                  | 2:38:38                                   | +14:12                                    | 10                | Zuzana Henychová                          | VSK ČVUT Fakulta Stavební Praha           | 2:44:59                                   | +44:26                                    |
| Pořadí                        | H19 – junioři (12 startujících)           | H19 – junioři (12 startujících)           | H19 – junioři (12 startujících)           | H19 – junioři (12 startujících)           | Pořadí            | D19 – juniorky (8 startujících)           | D19 – juniorky (8 startujících)           | D19 – juniorky (8 startujících)           | D19 – juniorky (8 startujících)           |
| Zlatá medaile                 | Tomáš Prokeš                              | USK Praha                                 | 2:08:05                                   |                                           | Zlatá medaile     | Mária Honzová                             | TJ TŽ Třinec                              | 2:03:52                                   |                                           |
| Stříbrná medaile              | Tomáš Kovářík                             | VSK VŠB TU Ostrava                        | 2:25:00                                   | +16:55                                    | Stříbrná medaile  | Marcela Kubatková                         | TJ TŽ Třinec                              | 2:18:01                                   | +14:09                                    |
| Bronzová medaile              | Tomáš Honzík                              | VŠZ Brno                                  | 2:27:23                                   | +19:18                                    | Bronzová medaile  | Marcela Sobková                           | TJ Baník Ostrava OKD                      | 2:31:01                                   | +27:09                                    |
| Pořadí                        | H17 – starší dorostenci (19 startujících) | H17 – starší dorostenci (19 startujících) | H17 – starší dorostenci (19 startujících) | H17 – starší dorostenci (19 startujících) | Pořadí            | D17 – starší dorostenky (14 startujících) | D17 – starší dorostenky (14 startujících) | D17 – starší dorostenky (14 startujících) | D17 – starší dorostenky (14 startujících) |
| Zlatá medaile                 | Karel Hájek                               | Jindřichův Hradec                         | 1:43:55                                   |                                           | Zlatá medaile     | Olga Jirsová                              | SOOB Spartak Rychnov n.Kn.                | 1:35:03                                   |                                           |
| Stříbrná medaile              | Libor Zřídkaveselý                        | Centrum volného času Brno                 | 1:44:13                                   | +0:18                                     | Stříbrná medaile  | Michaela Vomelová                         | Jizerský klub OB Frýdlant                 | 1:37:12                                   | +2:09                                     |
| Bronzová medaile              | Marek Janků                               | SK SKI-OB Šternberk                       | 1:44:14                                   | +0:19                                     | Bronzová medaile  | Jana Erlebachová                          | TJ Jičín                                  | 1:41:42                                   | +6:39                                     |
| << předchozí • následující >> |                                           |                                           |                                           |                                           |                   |                                           |                                           |                                           |                                           |

Souhrnné informace naleznete v článku Mistrovství Československa na dlouhé trati.